# 마사소이트

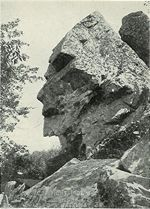
1902년에 찍은 프로필 바위, 아소넷. 현지인 왐파노아그들은 이 상이 마사소이트의 상이라고 믿는다

마사소이트(Massasoit, 일명 "노란 날개"를 의미하는 오우사메퀸, OusaMequin 1581년 - 1661년)는 미국 인디언이며, 파카노켓의 추장이자, 왐파노아그 연맹체의 추장이다. 마사소이트는 대추장을 의미한다. 메이플라워 호를 타고 미국 플리머스에 온 필그림 파더스에게 플리머스 식민지를 운영할 수 있도록 조약을 맺고, 도움을 준 인물로 알려져 있다.

## 생애
마사소이트는 1581년 현재 로드아일랜드 브리스톨 카운티의 워렌 부근에 있는 왐파노아그족 파카노켓 마을 (Pokanoket)에서 태어났다. 그는 일곱 왐파노아그 소추장들의 충성을 받았으며, 마사소이트의 지도 하에 왐파노아그족은 약 30 마을로 확대했다.
영국에서 온 청교도의 무리인 필그림 파더스가 왐파노아그족이 사는 마을 근처에 플리머스 식민지를 건설하고 정착했다. 그러나 백인 정착민들은 낯선 토지의 환경으로 고통 받고, 질병이나 추위와 굶주림 등으로 절반 가까이가 죽었다.

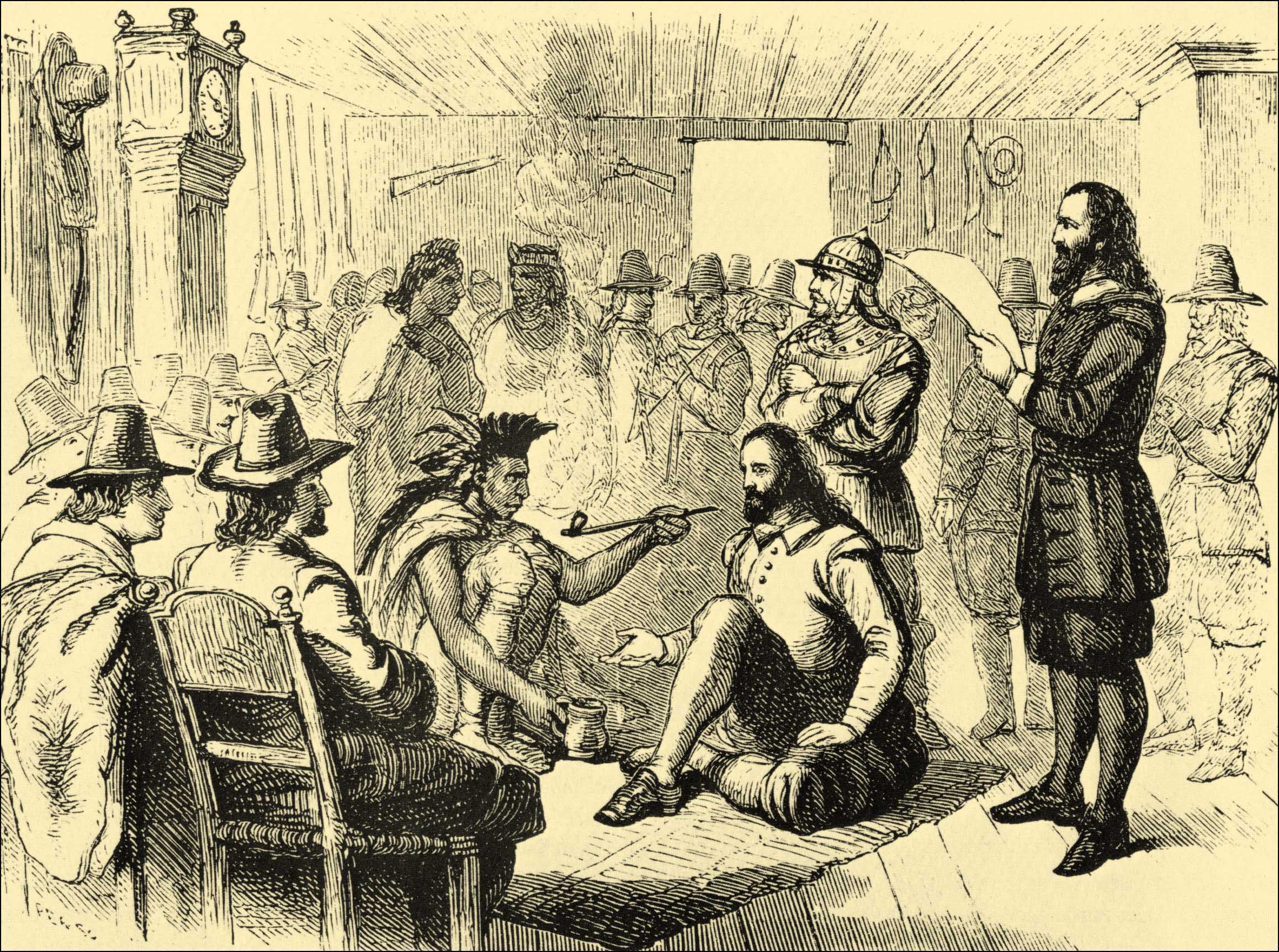
마사소이트가 존 카버 지사와 플리머스에서 1621년 평화의 담배를 나누고 있다.

1621년 3월 플리머스를 건설한 지 3개월 후, 사모셋이라는 아베나키 부족이 타운에 들어가서 필그림들에게 영어로 말을 걸었다. 그는 포노보스콧의 어부들과 모헤간 섬에 고기를 잡으러 온 영국 어부들에게 영어를 배워서 “환영합니다, 영국인들!”(Welcome, Englishmen!)이라는 인사로 말을 텄다. 그는 자신을 마사소이트의 특사라고 소개를 하고, 그를 “나라의 위대한 사령관”이라고 소개를 했다. 그들은 얼마간의 협상을 마친 후 마사소이트가 영어에 능숙한 스콴토를 데리고 친히 그들을 방문하여 인사를 받았다.
그들은 나라간셋 부족과 대항하여 연맹을 맺는 조건으로 그들의 안전을 보장해 주기로 협상했다. 그 조항에는 서로에게 상해를 입히지 않고, 상호 방위를 책임져서 한 쪽이 공격을 당하면, 도움을 주며, 마사소이트가 부당한 공격을 한다면, 판결을 하기로 하였다. 이전 6년동안 외인에 의한 두 차례 전염병으로 왐파노아그도 황폐화되었기 때문에 마사소이트는 적극적인 연합을 꾀했다. 마사소이트는 1621년 3월 22일 필그림의 청교도와 평화 조약에 서명하고 동맹관계를 맺었다. 이 평화 조약은 마사소이트 죽을 때까지 지켜져서 양측은 비교적 평화롭게 공존하고 있었다.
1661년 죽을 때까지 마사소이트는 백인 필그림과 동맹을 맺고 있었지만, 1636년에 필그림의 백인 정착민과 피쿼트 족 사이에서 일어난 《피쿼트 전쟁》에서 필그림들과 인디언 부족의 전통적 우호 관계를 역행하면서까지 중립을 지켰다.
마사소이트는 5명의 아들이 있었는데, 마사소이트 사후 왐파노아그족의 새로운 추장은 아들 와무숫타에게 계승되지만, 갑작스런 죽음으로 메타코멧으로 이어진다. 그러나 토지 문제에 대한 갈등 등으로 필그림 백인과의 관계는 악화되었고, 메타코멧(필립 왕)은 1675년에 〈필립 왕 전쟁〉을 일으켰다.

## 기타

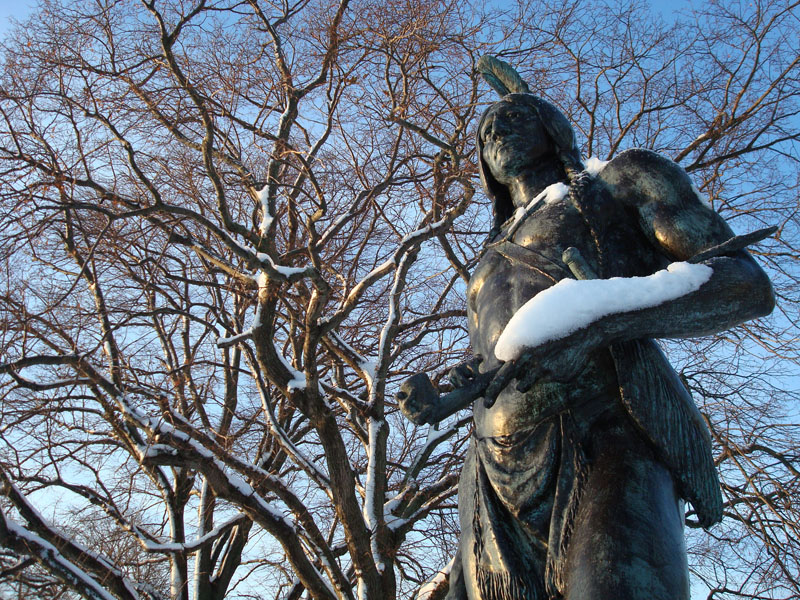
플리머스 바위를 내려다보는 마사소이트 동상

매사추세츠주 남동부 브리스틀 카운티 프리타운(Freetown), 폴 강(Fall River), 아소넷(assonet) 부근에 있는 프리타운 폴 강 국유림 (Freetown - Fall River State Forest )에 있는 아소넷 락(assonet Rock)이라고 불리는 높이 약 15m의 화강암으로 된 사람 얼굴을 닮은 바위가 있는데, 이것이 마사소이트와 비슷한 것으로 알려져 있다. 또한 매사추세츠주에 위치한 마사소이트 국립공원(Massasoit State Park)의 이름도 그의 이름을 따서 지었다.

## 같이 보기
- 추수감사절
- 왐파노아그 족
- 필립 왕 전쟁